# Guatemala az olimpiai játékokon
Guatemala az 1952-es nyári olimpián vett először részt, majd 3 kihagyás után 1968-tól mindegyiken. A téli olimpiai játékokon egy alkalommal volt jelen, 1988-ban. A 2012. évi nyári olimpiai játékokon Erick Barrondo Guatemala első olimpiai érmét szerezte, a férfi 20 km-es gyaloglásban lett ezüstérmes.
A Guatemalai Olimpiai Bizottság 1947-ben jött létre, a NOB még ebben az évben felvette tagjai közé, a bizottság jelenlegi elnöke Gerardo Rene Aguirre Oestmann.

## Érmek
| Érem  | Név              | Olimpia      | Sportág       | Esemény                  |
| ----- | ---------------- | ------------ | ------------- | ------------------------ |
| Ezüst | Erick Barrondo   | 2012, London | Atlétika      | Férfi 20 km-es gyaloglás |
| Arany | Adriana Ruano    | 2024, Párizs | Sportlövészet | Női trap                 |
| Bronz | Jean Pierre Brol | 2024, Párizs | Sportlövészet | Férfi trap               |

## Éremtáblázatok

### Érmek a nyári olimpiai játékokon
| Olimpia              | Arany          | Ezüst          | Bronz          | Összesen       |
| 1952, Helsinki       | 0              | 0              | 0              | 0              |
| 1956, Melbourne      | nem vett részt | nem vett részt | nem vett részt | nem vett részt |
| 1960, Róma           | nem vett részt | nem vett részt | nem vett részt | nem vett részt |
| 1964, Tokió          | nem vett részt | nem vett részt | nem vett részt | nem vett részt |
| 1968, Mexikóváros    | 0              | 0              | 0              | 0              |
| 1972, München        | 0              | 0              | 0              | 0              |
| 1976, Montréal       | 0              | 0              | 0              | 0              |
| 1980, Moszkva        | 0              | 0              | 0              | 0              |
| 1984, Los Angeles    | 0              | 0              | 0              | 0              |
| 1988, Szöul          | 0              | 0              | 0              | 0              |
| 1992, Barcelona      | 0              | 0              | 0              | 0              |
| 1996, Atlanta        | 0              | 0              | 0              | 0              |
| 2000, Sydney         | 0              | 0              | 0              | 0              |
| 2004, Athén          | 0              | 0              | 0              | 0              |
| 2008, Peking         | 0              | 0              | 0              | 0              |
| 2012, London         | 0              | 1              | 0              | 1              |
| 2016, Rio de Janeiro | 0              | 0              | 0              | 0              |
| 2020, Tokió          | 0              | 0              | 0              | 0              |
| 2024, Párizs         | 1              | 0              | 1              | 2              |
| Összesen             | 1              | 1              | 1              | 3              |

## Érmek sportáganként

### Érmek a nyári olimpiai játékokon sportáganként
| Guatemala érmei a nyári olimpiai játékokon sportáganként | Guatemala érmei a nyári olimpiai játékokon sportáganként | Guatemala érmei a nyári olimpiai játékokon sportáganként | Guatemala érmei a nyári olimpiai játékokon sportáganként | Az olimpiai zászlaja |

| Sportág       | Arany | Ezüst | Bronz | Összesen |
| ------------- | ----- | ----- | ----- | -------- |
| Sportlövészet | 1     | 0     | 1     | 2        |
| Atlétika      | 0     | 1     | 0     | 1        |
| Összesen      | 1     | 1     | 1     | 3        |